# Топсейл-Біч (Північна Кароліна)
Топсейл-Біч (англ. Topsail Beach) — місто (англ. town) в США, в окрузі Пендер штату Північна Кароліна. Населення — 461 особа (2020).

## Географія
Топсейл-Біч розташований за координатами 34°21′59″ пн. ш. 77°38′51″ зх. д. / 34.36639° пн. ш. 77.64750° зх. д. (34.366386, -77.647596).  За даними Бюро перепису населення США в 2010 році місто мало площу 15,23 км², з яких 11,38 км² — суходіл та 3,85 км² — водойми.

## Демографія
Згідно з переписом 2010 року, у місті мешкало 368 осіб у 187 домогосподарствах у складі 119 родин. Густота населення становила 24 особи/км².  Було 1298 помешкань (85/км²).
Расовий склад населення:
| - 96,5 % — білих - 1,6 % — чорних або афроамериканців - 0,5 % — корінних американців - 0,3 % — азіатів |

До двох чи більше рас належало 0,8 %. Частка іспаномовних становила 0,5 % від усіх жителів.
За віковим діапазоном населення розподілялося таким чином: 8,7 % — особи молодші 18 років, 63,9 % — особи у віці 18—64 років, 27,4 % — особи у віці 65 років та старші. Медіана віку мешканця становила 57,4 року. На 100 осіб жіночої статі у місті припадало 100,0 чоловіків;  на 100 жінок у віці від 18 років та старших — 100,0 чоловіків також старших 18 років.
Середній дохід на одне домашнє господарство  становив 89 470 доларів США (медіана — 62 813), а середній дохід на одну сім'ю — 105 785 доларів (медіана — 77 857). Медіана доходів становила 60 625 доларів для чоловіків та 31 429 доларів для жінок. За межею бідності перебувало 4,8 % осіб, у тому числі 0,0 % дітей у віці до 18 років та 6,8 % осіб у віці 65 років та старших.
Цивільне працевлаштоване населення становило 164 особи. Основні галузі зайнятості: будівництво — 18,9 %, науковці, спеціалісти, менеджери — 14,0 %, фінанси, страхування та нерухомість — 14,0 %.